# Hr.Ms. M 1 (1918)

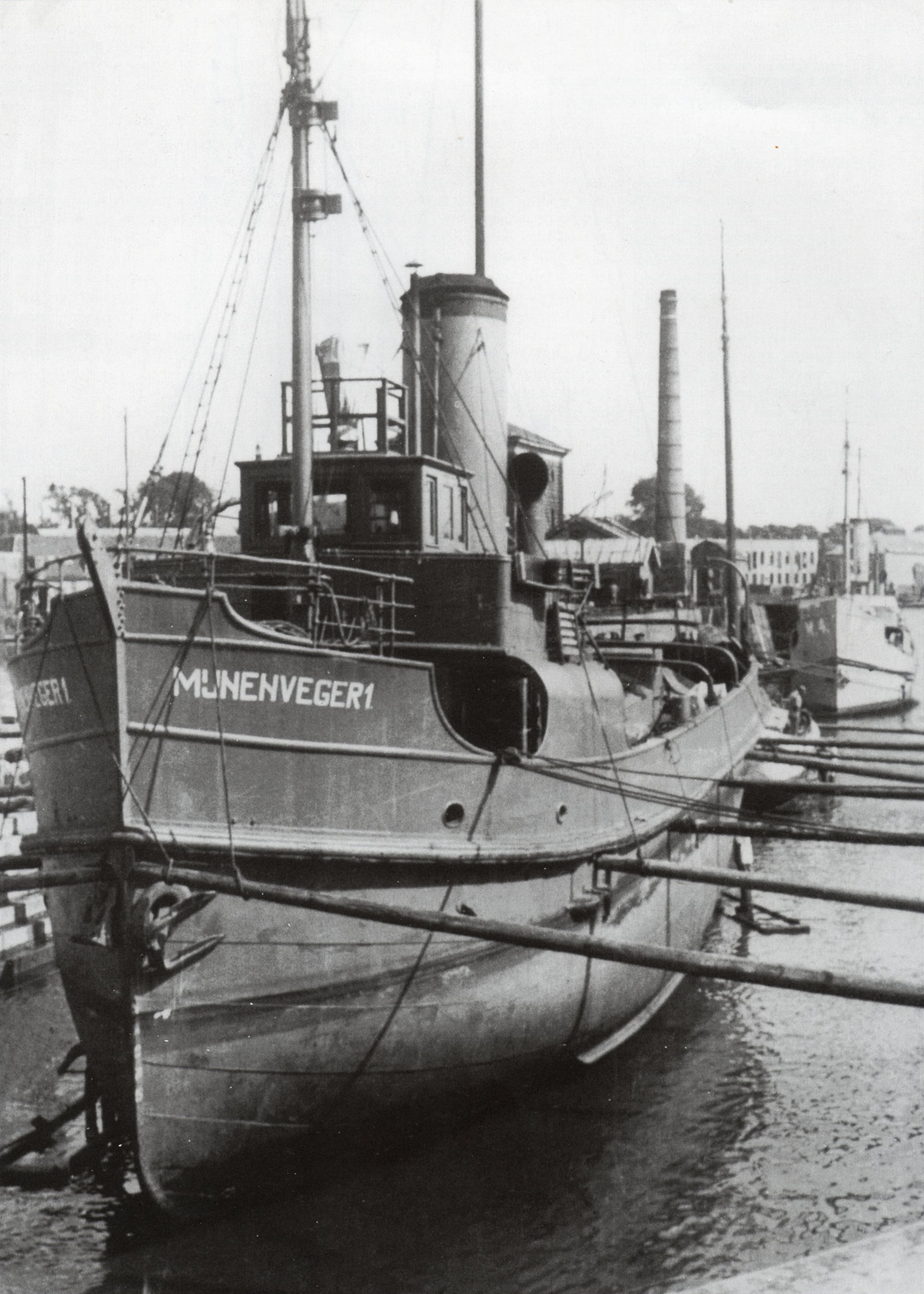
Hr.Ms. M 1 in dol met op de achtergrond de M 4

Hr.Ms. M 1 (M 1) is een Nederlandse mijnenveger van de M-klasse. Het schip is gebouwd als de sleepboot Marie I door Rotterdamse scheepswerf Van der Kuy & van der Ree. Het schip werd door Nederlandse marine aangekocht en omgebouwd tot mijnenveger. Het schip werd datzelfde jaar als Mijnenveger 1 in dienst genomen, daarmee was het schip de eerste mijnenveger in dienst bij de Nederlandse marine. Later werd de naam van het schip veranderd in M 1. De Nederlandse marine had na de Eerste Wereldoorlog behoefte aan gespecialiseerde mijnenvegers om de mijnen die door de strijdende partijen waren gelegd op te ruimen.

## De M 1 tijdens de Tweede Wereldoorlog
Tijden de Duitse aanval op Nederland in 1940 was de M 1 net als de M 2, M 3 en M 4 verbonden aan de 2de divisie mijnenvegers in IJmuiden. Vanwege schade aan een van de motoren kon het schip weinig uitvaren en niet uitwijken naar het Verenigd Koninkrijk. Om te voorkomen dat het schip in Duitse handen zou vallen werd het op 14 mei 1940 in de visserijhaven tot zinken gebracht.

### De M 1 in Duitse dienst
De Duitse strijdkrachten lieten de M 1 lichten en herstellen en namen het schip als LAZ 46 bij het Lazarett Verband in dienst. In 1941 werd het schip onder de naam ZRD 5 bij de Nederlandse Zeereddingsdienst in dienst genomen. Later tijdens de Tweede Wereldoorlog veranderde de rol en de naam van het schip weer, ditmaal naar BS 10 bij het Bergungsschiffe Verband.

## De M 1 na de Tweede Wereldoorlog
In mei 1945 werd het schip teruggevonden en als sleepboot RS 21 bij de Nederlandse marine in dienst gesteld. Op 23 december 1949 zonk het schip, tijdens een zware storm, bij Borkum